# 甘馬育鎮區
甘馬育鎮區（發音：[kəmàjʊʔ mjo̰nɛ̀]）是緬甸仰光省甘馬育縣下轄的一個鎮區，位在仰光市北部分區。區域面積6.46平方公里，2014年人口84,569人。甘馬育鎮區下分10個小區，該區北端接萊鎮區；西端接萊區及九文台鎮區；東端臨茵雅湖，邊界接巴漢鎮區及瑪仰公鎮區；南端則接叄羌鎮區。
甘馬育鎮區為仰光市最繁榮的鎮區之一，該鎮區亦為仰光的「大學城區」。該鎮區有卑謬路跨越，該道路兩旁有許多教育以及媒體等相關機構，如緬甸廣播電視台總部則設於此鎮區。仰光大学、仰光第一醫學大學、仰光經濟大學、仰光教育學院及其附屬實踐高級中學和仰光遠程教育大學等大專院校都設於此鎮區。甘馬育鎮區擁有12所小學、2所中學以及5所高級中學。

## 經濟
該鎮區的信瑪利蓋市場（Sinhmalike Market）於1962年興建，前身為昆昌市場（Kunchan Market），為甘馬育鎮區主要的市場。2010年，仰光政府宣布將此市場擴建並升級為八層樓高、面積69,720平方英尺（6,477平方）的購物中心。
甘馬育鎮區裡的聯合廣場購物中心（Junction Square Shopping Centre）為四層樓高、面積約300,000平方英尺（28,000平方）的購物中心，位在卑謬路與均都路（Kyuntaw Roads）的交叉路口，該購物中心於2012年3月開幕。紋章百貨公司（Blazon Department Store）也設於此區。

## 地標

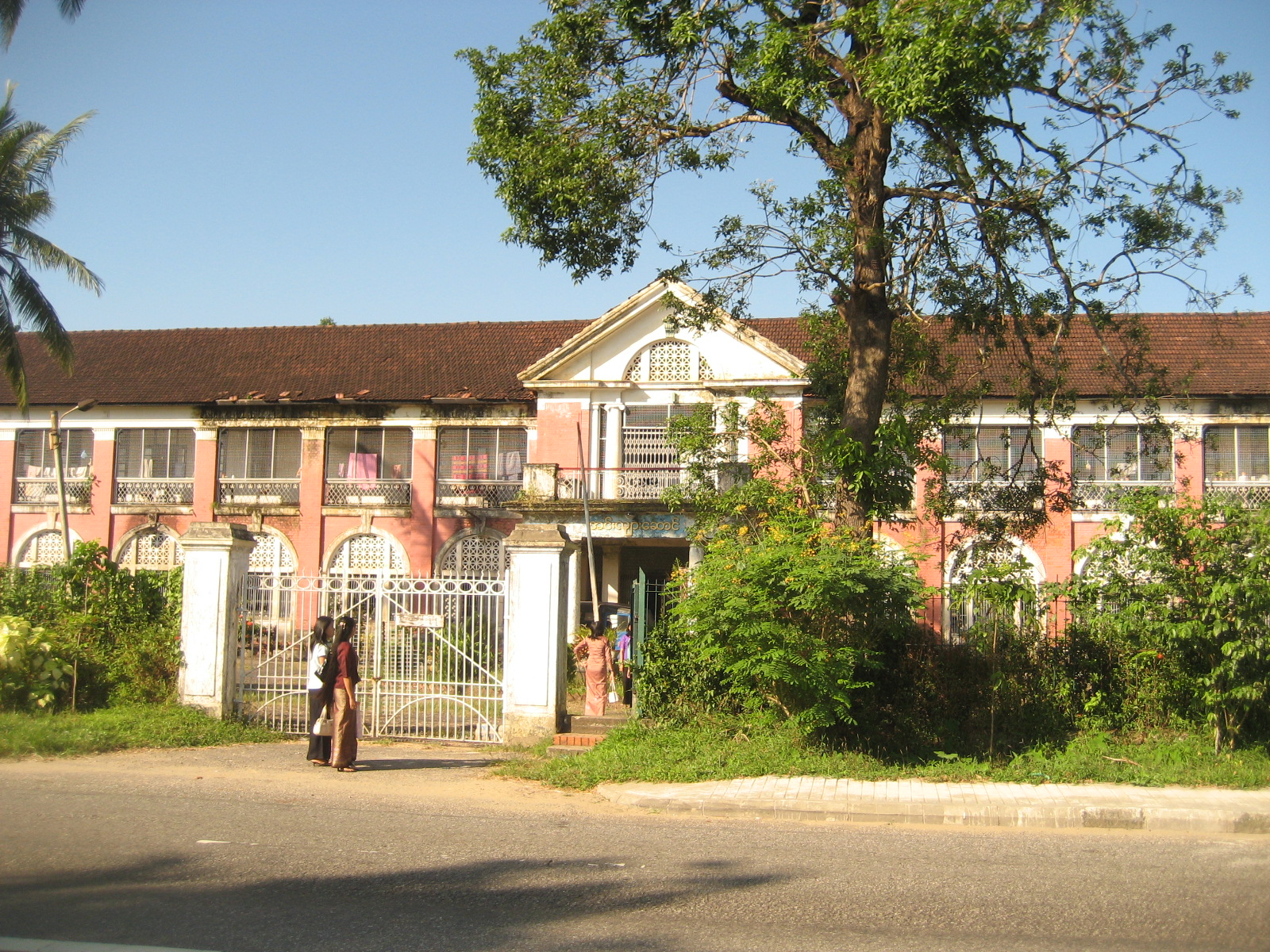
茵雅宿舍

以下為甘馬育鎮區由仰光城市發展委員會所保護的地標列表：
| 建物                                                            | 類型     | 地址                                  | 備註 |
| --------------------------------------------------------------- | -------- | ------------------------------------- | ---- |
| 賈德森教堂 Judson Chapel                                        | 教堂     | 仰光大學校區 Yangon University Estate |      |
| 大學佛教中心（達馬雍） Universities Buddhist Center (Dhammayon) |          | 大學大道 University Avenue            |      |
| 大學休養所 Universities Sanatorium                              |          | 大學大道                              |      |
| 仰光大學藝術廳 Yangon University Arts Hall                      | 大學     | 仰光大學校區 Yangon University Estate |      |
| 仰光大學阿瓦宿舍 Yangon University Ava Hall                     | 大學宿舍 | 仰光大學校區                          |      |
| 仰光大學勃固宿舍 Yangon University Bago Hall                    | 大學宿舍 | 仰光大學校區                          |      |
| 仰光大學集會大廳 Yangon University Convocation Hall             | 大學     | 仰光大學校區                          |      |
| 仰光大學達貢宿舍 Yangon University Dagon Hall                   | 大學宿舍 | 仰光大學校區                          |      |
| 仰光大學茵雅宿舍 Yangon University Inya Hall                    | 大學宿舍 | 仰光大學校區                          |      |
| 仰光大學納瓦代宿舍 Yangon University Nawaday Hall               | 大學宿舍 | 直通巷 Thaton Lane                    |      |
| 仰光大學彬牙宿舍 Yangon University Pinya Hall                   | 大學宿舍 | 仰光大學校區                          |      |
| 仰光大學卑謬宿舍 Yangon University Pyay Hall                    | 大學宿舍 | 卑謬路 Pyay Road                      |      |
| 仰光大學實皆宿舍 Yangon University Sagaing Hall                 | 大學宿舍 | 仰光大學校區                          |      |
| 仰光大學科學廳 Yangon University Sciences Hall                  | 大學     | 仰光大學校區                          |      |
| 仰光大學瑞波宿舍 Yangon University Shwebo Hall                  | 大學宿舍 | 仰光大學校區                          |      |
| 仰光大學太公宿舍 Yangon University Tagaung Hall                 | 大學宿舍 | 卑謬路                                |      |
| 仰光大學直通宿舍 Yangon University Thaton Hall                  | 大學宿舍 | 仰光大學校區                          |      |
| 仰光大學蒂里宿舍 Yangon University Thiri Hall                   | 大學宿舍 | 仰光大學校區                          |      |